# Hybrid Theory World Tour
Hybrid Theory World Tour — це був перший концертний тур американської рок-групи Linkin Park. Він був запущений в підтримку дебютного студійного альбому Linkin Park, Hybrid Theory (2001). Тур розпочався 8 січня 2001 року в Парижі і закінчився 24 вересня 2001 в Амстердамі. Тривалість туру була майже півтора року. Було зроблено в цілому 57 шоу. Тривалість туру була дуже короткою в порівнянні з усіма іншими «Світовими» гастролями групи. Також просування альбому було зроблено за допомогою різних інших турів, таких як «Deftones», «Back To School» тур, «Ozzfest», «Family Values Tour», «Countdown To Revolution Tour» і «Projekt Revolution», в якому група була хедлайнером або виступала як підтримка.

## Історія
Тур не був офіційно оголошений. Але в статті MTV, під назвою Hybrid Odyssey на честь альбому, дати всіх шоу Linkin Park були включені. Те ж саме було оголошено в документальному фільмі з такою ж назвою.

### Hybrid Theory European Promo Tour
Тур розпочався як «Hybrid Theory European Promo Tour» в Парижі. Це був перший етап для туру. Він складався усього лише з п'яти шоу. Усі концерті були в Європі. Концерти відбувались у Франції, Німеччині та Англії. Тривалість першого етапу було всього чотири дні. Тут був зіграний для проведення різних заходів, таких як «Nulle Part Ailleurs» і «BBC Radio One Вечірня сесія». Перше шоу в турі був промо-шоу для Rock Sound Magazine. Друге шоу була перша телевізійний поява Linkin Park. Виступ був в Лондоні, його транслювали по BBC. Пісня «Papercut» записана під час шоу, була представлена як спеціальне видання з альбому.

### Street Soldiers Tour
«Street Soldiers Tour» виступав як американський етап для туру. Тур розпочався в січні 2001 року, а закінчилися в лютому 2001 року. Taproot і Styles of Beyond були включені як спеціальні гості. Пізніше Alien Ant Farm замінили Styles of Beyond як спеціальні гості. У той час як Стівен Річардс спеціально з'являвся протягом декількох шоу в турі, він був зі своєю власною групою «Taproot». Тривалість тура була місяць, і це включно з 20-ма концертами по всій території Сполучених Штатів. Під час шоу в Сан-Бернардіно, B-Real з Cypress Hill представив Linkin Park на сцені.

### US-To-Europe Tour
Перше шоу грали на підтримку інтернату для лікування раку молочної залози. Тривалість туру була три місяці, вони включали 21 концерт по всій території Сполучених Штатів, Азії, Австралії та Європи. Це один з компактних етапів у світовому турне на підтримку альбому.

## Сет-ліст
1. «With You»

1. «Runaway»

1. «Papercut»

1. «By Myself»

1. «Points of Authority»

1. «High Voltage»

1. «Crawling»

1. «Pushing Me Away»

1. «And One»

1. «In the End»

1. «A Place for My Head»

1. «Forgotten»

1. «One Step Closer»

## Розклад концертів
| Січень 8, 2001       | Париж             | Франція         | La Boule Noire                                  |
| Січень 9, 2001       | Париж             | Франція         | StudioCanal                                     |
| Січень 10, 2001      | Гамбург           | Німеччина       | Grünspan                                        |
| Січень 11, 2001      | Лондон            | Велика Британія | Yalding House Tutu's (KCLSU — Macadam Building) |
| Street Soldiers Tour |                   |                 |                                                 |
| Січень 26, 2001      | Сієтл             | США             | Showbox Theatre                                 |
| Січень 27, 2001      | Портленд          | США             | Roseland Theatre                                |
| Січень 29, 2001      | Сакраменто        | США             | Crest Theatre                                   |
| Січень 30, 2001      | Сан-Франциско     | США             | The Fillmore                                    |
| Лютий 1, 2001        | Сан-Дієго         | США             | Canes Bar and Grill                             |
| Лютий 2, 2001        | Лас-Вегас         | США             | House Of Blues                                  |
| Лютий 3, 2001        | Сан-Бернардіно    | США             | National Orange Show Events Center              |
| Лютий 5, 2001        | Магна, штат Юта   | США             | Saltair Pavilion                                |
| Лютий 6, 2001        | Енглвуд           | США             | Gothic Theatre                                  |
| Лютий 8, 2001        | Міннеаполіс       | США             | Quest Club                                      |
| Лютий 9, 2001        | Лоренс            | США             | Liberty Hall                                    |
| Лютий 10, 2001       | Сент-Луїс         | США             | The Pageant                                     |
| Лютий 11, 2001       | Чикаго            | США             | House Of Blues                                  |
| Лютий 13, 2001       | Понтіак           | США             | Clutch Cargo's                                  |
| Лютий 14, 2001       | Колумбус          | США             | Newport Music Hall                              |
| Лютий 15, 2001       | Піттсбург         | США             | Metropol                                        |
| Лютий 21, 2001       | Нью-Йорк          | США             | Roseland Ballroom                               |
| Лютий 22, 2001       | Вашингтон         | США             | 9:30 Club                                       |
| Лютий 23, 2001       | Філадельфія       | США             | Electric Factory                                |
| Лютий 24, 2001       | Провидіння        | США             | Lupo's Heartbreak Hotel                         |
| US-To-Europe Tour    |                   |                 |                                                 |
| Квітень 14, 2001     | Twin Bridges      | США             | Sierra-at-Tahoe Ski Arena                       |
| Квітень 16, 2001     | Лос-Анджелес      | США             | Hollywood Palladium                             |
| Квітень 17, 2001     | Меса              | США             | Mesa Community Amphitheatre                     |
| Квітень 20, 2001     | Бостон            | США             | Roxy                                            |
| Квітень 22, 2001     | Зе-Вудлендс       | США             | Cynthia Woods Mitchell Pavilion                 |
| Квітень 27, 2001     | Маямі             | США             | Bayfront Park Amphitheatre                      |
| Квітень 28, 2001     | Зефірхіллс        | США             | Festival Park                                   |
| Травень 2, 2001      | Newtown           | Австралія       | Enmore Theatre                                  |
| Травень 4, 2001      | Західний Мельбурн | Австралія       | Festival Hall                                   |
| Травень 5, 2001      | Брисбен           | Австралія       | Festival Hall                                   |
| Травень 8, 2001      | Окленд            | Нова Зеландія   |                                                 |
| Травень 14, 2001     | Токіо             | Японія          | Zepp Tokyo                                      |
| Травень 15, 2001     | Осака             | Японія          | IMP Hall                                        |
| Травень 16, 2001     | Наґоя             | Японія          | Diamond Hall                                    |
| Травень 30, 2001     | Копенгаген        | Данія           | Pumpehuset                                      |
| Червень 4, 2001      | Лондон            | Велика Британія | Brixton Academy                                 |
| European Tour        |                   |                 |                                                 |
| Вересень 12, 2001    | Берлін            | Німеччина       | Columbiahalle                                   |
| Вересень 15, 2001    | Манчестер         | Велика Британія | Manchester Apollo                               |
| Вересень 16, 2001    | Лондон            | Велика Британія | Docklands Arena                                 |
| Вересень 18, 2001    | Париж             | Франція         | Élysée Montmartre                               |
| Вересень 20, 2001    | Відень            | Австрія         | Libro Music Hall                                |
| Вересень 21, 2001    | Мюнхен            | Німеччина       | Zenith                                          |
| Вересень 23, 2001    | Кельн             | Німеччина       | Palladium                                       |
| Вересень 24, 2001    | Амстердам         | Нідерланди      | Heineken Music Hall                             |